# Cecilie Fløe
Cecilie Fløe (Fredericia, 8 oktober 2001) is een voetbalspeelster uit Denemarken. Ze speelt als aanvaller voor HB Køge in de Elitedivisionen

## Clubcarrière
In haar jeugdjaren speelde Cecilie Fløe voor diverse amateurteams. In 2017 ging ze in de Verenigde Staten studeren aan de Montverde Academy, waar ze ook voor een universiteitsteam speelde. Fløe keerde in 2019 terug naar Denemarken om voor Odense Boldklub te gaan spelen. Het seizen erna stapte ze over naar Kolding IF. Vervolgens kwam ze een korte periode uit voor het Amerikaanse Dallas Mustangs. Sinds de zomer van 2021 speelt Fløe voor HB Køge. Met deze club kwam ze drie seizoenen lang uit in de kwalificaties voor de Champions League. Op 6 september 2023 maakte Fløe haar eerste doelpunt in deze competitie in een wedstrijd KuPS. 

## Statistieken
| Seizoen | Club            | Competitie      | Competitie | Competitie | Beker | Beker | Overig | Overig | Totaal | Totaal |
| Seizoen | Club            | Competitie      | Wed.       | Dlp.       | Wed.  | Dlp.  | Wed.   | Dlp.   | Wed.   | Dlp.   |
| ------- | --------------- | --------------- | ---------- | ---------- | ----- | ----- | ------ | ------ | ------ | ------ |
| 2019/20 | Odense Boldklub | Elitedivisionen | 20         | 10         | 0     | 0     | 0      | 0      | 20     | 10     |
| 2019/20 | Kolding IF      | Elitedivisionen | 5          | 1          | 0     | 0     | 0      | 0      | 5      | 1      |
| 2020/21 | Kolding IF      | Elitedivisionen | 23         | 9          | 0     | 0     | 0      | 0      | 23     | 9      |
| 2021/22 | HB Køge         | Elitedivisionen | 24         | 14         | 0     | 0     | 8      | 1      | 32     | 15     |
| 2022/23 | HB Køge         | Elitedivisionen | 24         | 14         | 0     | 0     | 2      | 0      | 24     | 14     |
| 2023/24 | HB Køge         | Elitedivisionen | 24         | 4          | 0     | 0     | 2      | 1      | 24     | 4      |
| Totaal  | Totaal          | Totaal          | 113        | 49         | 0     | 0     | 12     | 2      | 125    | 61     |

Bijgewerkt t/m 24 juni 2024.

## Interlandcarrière
Cecilie Fløe kwam uit voor Denemarken O19 alvorens ze op 23 oktober 2021 voor het eerst werd opgeroepen voor het seniorenteam van Denemarken. In een 5-1 overwinning op Montenegro maakte Fløe haar debuut door in de 76e minuut in te vallen voor Sofie Junge Pedersen.